# (9097) Davidschlag
(9097) Davidschlag est un astéroïde de la ceinture principale.

## Description
(9097) Davidschlag est un astéroïde de la ceinture principale. Il fut découvert le 14 janvier 1996 à Linz par l'observatoire privé Meyer-Obermair. Il présente une orbite caractérisée par un demi-grand axe de 3,15 UA, une excentricité de 0,12 et une inclinaison de 2,1° par rapport à l'écliptique.

## Compléments